# Mitsubishi G3M
A Mitsubishi G3M egy japán közepes bombázó volt. 1935-ben szállt fel először, harcolt a második kínai–japán háborúban és a második világháborúban, és bár utóbbiban sokkal jobb gépeket fejlesztettek ki nála, a konfliktus lezárultáig szolgálatban maradt.

## Története
Az 1930-as évek első felében végzett kísérletek után, a gép első prototípusa (G3M1) 1935 júliusában repült. Ezt három másik prototípus követte, és új motorokkal is kísérleteztek, aminek az eredménye egy jó teljesítményű bombázó lett. A G3M1-es típusokból nagyon keveset gyártottak le, majd a gyártást abbahagyták. Ezt követően 56 darabot gyártottak Kinsei motorokkal, aminek a neve G3M2-volt. Néhány gépet szállítóvá alakítottak át. Első háborús bevetésére a második kínai–japán háború során került sor, ahol nem csak a fontosabb csatákból, de a kínai városok ellen irányuló terrorbombázásokból is kivette a részét.

### Második világháború
Jóllehet az G3M gyártását már a háború elején háttérbe szorította a Mitsubishi G4M ("Betty") bombázó, de a típus végig ott volt a háború folyamán, és több jelentős akcióban is részt vett, például ilyen gépek pusztították el a Brit Királyi Haditengerészet két büszkeségét, a HMS Prince of Wales és a HMS Repulse hadihajókat (1941. december 10.). A háború végéig szolgálatban maradt.

## A gép adatai

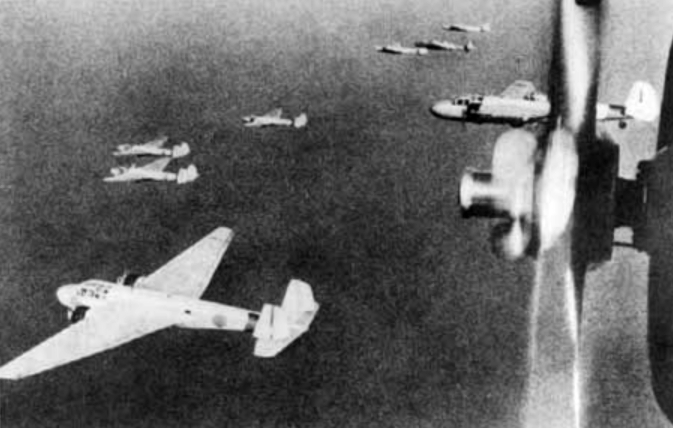
Japán G3M bombázók raja 1942-ben.

- Hajtómű: két LE-s Mitsubishi Kinsei 45 kétsoros csillagmotor
- Legnagyobb sebesség:  382 km/h (3000 méteren)
- Fesztávolság: 25,00 m
- Hossz: 16,48 m
- Magasság: 3,65 m
- Szerkezeti tömeg: 5200 kg
- Személyzet: 7 fő
- Szolgálati magasság: 9120 m
- Fegyverzet: egy 20 mm-es gépágyú és két 7,7 mm-es géppuska. 1000 kg bombateher vagy egy 800 kg-os torpedó.

## Típusok

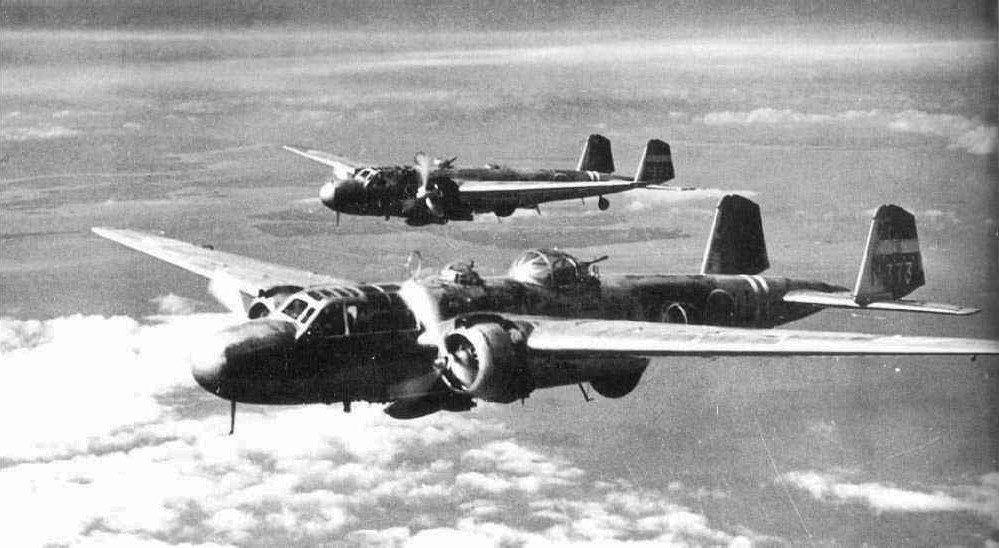
G3M "Nell" bombázók bevetésen.

- G3M1: Az első prototípus, ami két 600 LE-s Hiro Typ 93 csillagmotorral repült. 21 darabot gyártottak ebből a típusból.
- G3M1 (L3Y1): A gép tíz főt befogadó szállítógéppé átalakított típusa.
- G3M2: Ez a típus Kinsei 45-ös motorokkal repült.
- M3G2b: Kinsei 42-es motorral ment.
- M3G2d (L3Y2): Szállítógép változat.
- G3M3: Bombázóváltozatok, amik 1300 LE-s Kasei 51 hajtóművekkel repültek.

## Üzemeltetők
Japán Birodalmi Hadsereg Légi szolgálata
Első számú és egyetlen építtető és fejlesztő.